# St. Katharina (Kupferberg)

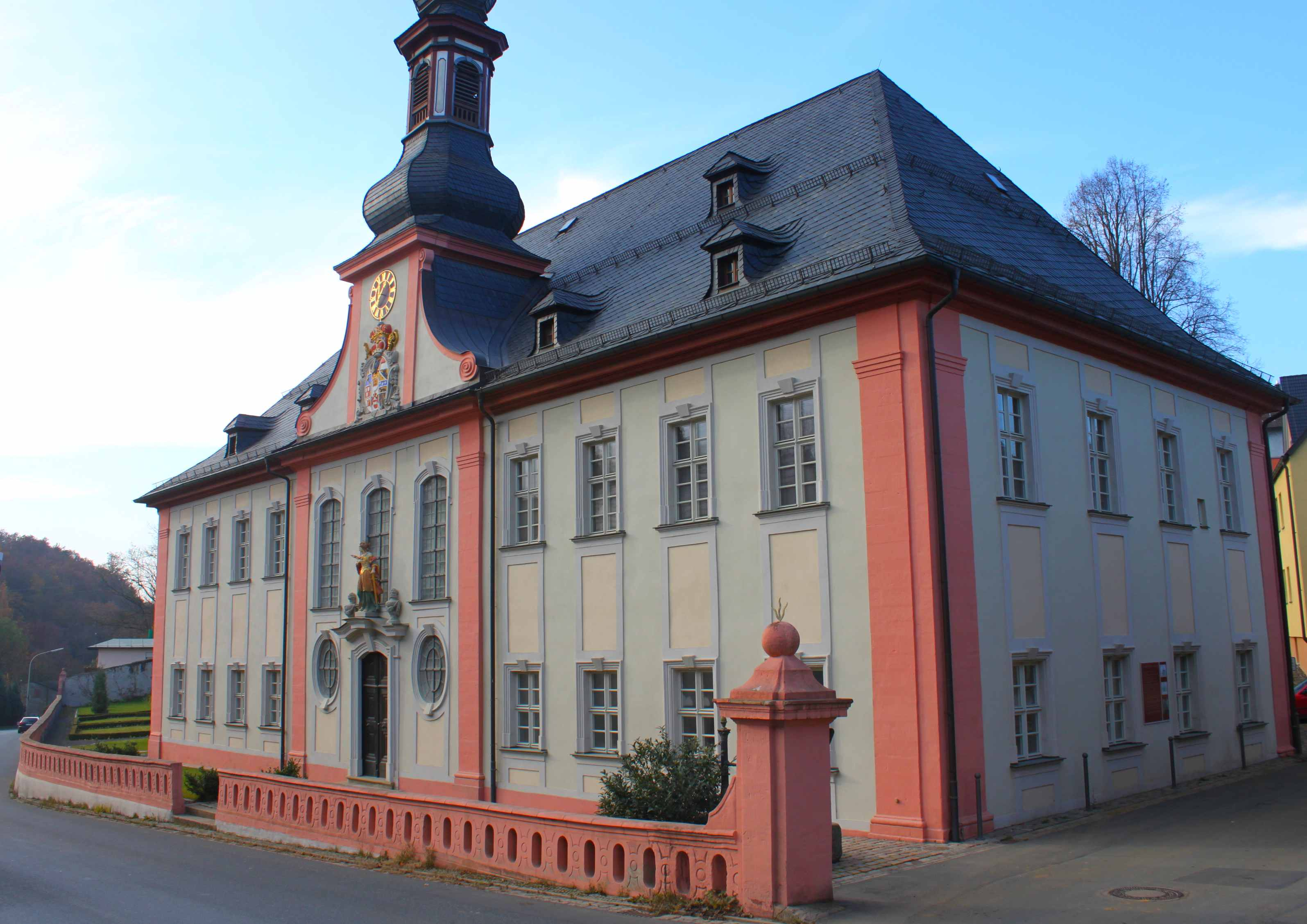
St. Katharina (Kupferberg)

Die römisch-katholische Krankenhauskapelle St. Katharina gehört zum Hospital von Kupferberg, einer Stadt im oberfränkischen Landkreis Kulmbach in Bayern. Das denkmalgeschützte Bauwerk entstand in der Mitte des 18. Jahrhunderts.

## Beschreibung
Anstelle des Hospitals aus dem frühen 14. Jahrhundert wurde nach einem Entwurf von Johann Jakob Michael Küchel 1738–39 ein Neubau errichtet. Das zweigeschossige, mit einem Walmdach bedeckte Gebäude besteht aus je vier Achsen beidseits eines Risalits aus drei Achsen, der mit einem Volutengiebel mit der Turmuhr bedeckt ist, hinter dem sich eine Welsche Haube mit dem Glockenstuhl erhebt. Die Statue der Heiligen Katharina über dem Portal weist auf die dahinter liegende Kapelle hin. 
Das Kirchenschiff mit Emporen an der Seite des von Johann Jakob Michael Küchel entworfenen Altars und an der Seite der Orgel erstreckt sich über zwei Geschosse. Die Kanzel stammt von Martin Walther.